# Старый Погост (Тверская область)
Старый Погост — деревня в Калининском районе Тверской области. Относится к Щербининскому сельскому поселению.
Расположена в 19 км к юго-востоку от Твери, в 5 км к югу от станции Чуприяновка.

## История
В Списке населенных мест 1859 года значится казённое село Старый Погост, 95 дворов, 786 жителей. В селе имелась Церковь Никольская, построена в 1797 году, каменная, престолов три: в холодной Святителя Николая, в теплой Покрова Пресвятой Богородицы и Пророка Илии. Церковные документы: опись 1847 года, метрики с 1780 года. 
Во второй половине XIX — начале XX века село Старый Погост относилось к Щербининской волости Тверского уезда и было центром прихода, в который кроме села входили деревни Труново, Бакшеево, Азарниково, Перхурово, Литвинцево. Жителей в селениях прихода было 1483 в 1858 году, 1760 в 1886, 1938 в 1915. Жители села славились умением делать телеги, дровни. Здесь были три ветряные мельницы, магазин, трактир, церковно-приходская школа.
В 1933 году в селе образован колхоз « Восход», с 1946 по 1947 г в его состав вошли колхозы: «Искра» (д. Азарниково), «Сталинград» (д. Перхурово), им.15 лет РККА (д. Труново).
В 1997 году — 140 хозяйств, 323 жителя.
В 2005 году деревня газифицирована.

## Население
| 1859 | 1886 | 2002 | 2010 |
| ---- | ---- | ---- | ---- |
| 786  | ↗847 | ↘278 | ↘241 |

## Достопримечательности
В деревне расположена действующая Церковь Николая Чудотворца (2016).